# Futbol'nyj Klub Tom' 2011-2012
Questa voce contiene dati e statistiche per la stagione 2011-2012 del Tom' Tomsk.

## Stagione
In campionato la squadra terminò la prima fase (disputata nel 2011) all'ultimo posto, lontano sette punti dal terz'ultimo posto che sarebbe valso lo spareggio salvezza. Il pessimo avvio in campionato costò il posto in panchina Valerij Nepomnjaščij, esonerato dopo tre anni e sostituito da Sergej Perednja (a parte un breve interregno con Baskakov alla guida). Nella seconda fase disputò un buon girone per la salvezza, conquistando 24 punti in 14 gare, ma arrivò solo al penultimo posto, distante quattro punti dalle posizioni spareggio.
In Coppa, dopo aver eliminato in trasferta il Metallurg-Oskol, fu eliminato agli ottavi, sempre in trasferta, dal Rostov.

## Rosa
| N. |                        | Ruolo | Calciatore               |
| -- | ---------------------- | ----- | ------------------------ |
| 1  | Russia (bandiera)      | P     | Aleksej Botvin'ev        |
| 3  | Russia (bandiera)      | C     | Valerij Klimov           |
| 4  | Bielorussia (bandiera) | D     | Sjarhej Sasnoŭski        |
| 5  | Bielorussia (bandiera) | C     | Sjarhej Amel'jančuk      |
| 7  | Russia (bandiera)      | C     | Aleksej Rebko            |
| 8  | Russia (bandiera)      | C     | Dmitrij Maljaka          |
| 9  | Russia (bandiera)      | A     | Igor' Portnjagin         |
| 11 | Russia (bandiera)      | C     | Alan Gatagov             |
| 13 | Russia (bandiera)      | D     | Il'ja Gul'tjaev          |
| 15 | Russia (bandiera)      | D     | Ruslan Nachušev          |
| 17 | Russia (bandiera)      | D     | Andrej Alekseevič Ivanov |
| 18 | Rep. Ceca (bandiera)   | P     | Petr Vašek               |
| 21 | Russia (bandiera)      | C     | Denis Bojarincev         |
| 22 | Bulgaria (bandiera)    | D     | Plamen Venelinov Nikolov |
|    | Russia (bandiera)      | C     | Pavel Golyšev            |

| N. |                     | Ruolo | Calciatore                      |
| -- | ------------------- | ----- | ------------------------------- |
| 23 | Russia (bandiera)   | C     | Evgenij Baljajkin               |
| 24 | Russia (bandiera)   | D     | Dmitrij Smirnov                 |
| 25 | Russia (bandiera)   | A     | Anton Chazov                    |
| 26 | Russia (bandiera)   | D     | Viktor Stroev                   |
| 32 | Russia (bandiera)   | A     | Nikita Baženov                  |
| 51 | Russia (bandiera)   | P     | Vladimir Ageev                  |
| 52 | Russia (bandiera)   | D     | Il'ja Valer'evič Protasov       |
| 55 | Moldavia (bandiera) | P     | Ilie Cebanu                     |
| 61 | Russia (bandiera)   | P     | Daniil Jaroslavovič Gavilovskij |
| 67 | Russia (bandiera)   | C     | Emin Mahmudov                   |
| 78 | Russia (bandiera)   | A     | Kirill Pogrebnjak               |
| 86 | Romania (bandiera)  | C     | Adrian Ropotan                  |
| 90 | Russia (bandiera)   | P     | Michail Filippov                |
| 97 | Russia (bandiera)   | D     | Kirill Pogrebnjak               |

## Risultati

### Prem'er-Liga

#### Stagione regolare
| Nižnij Novgorod 14 marzo 2011 1ª giornata | Volga Nižnij Novgorod | 2 – 0 referto | Tom' Tomsk | Stadio Lokomotiv |

| Tomsk 20 marzo 2011 2ª giornata | Tom' Tomsk | 0 – 1 referto | Kuban' | Trud Stadium |

| Groznyj 4 aprile 2011 3ª giornata | Terek Groznyj | 2 – 0 referto | Tom' Tomsk | Stadio Sultan Bilimkhanov |

| Tomsk 11 aprile 2011 4ª giornata | Tom' Tomsk | 0 – 0 referto | Anži | Trud Stadium |

| Nal'čik 18 aprile 2011 5ª giornata | Spartak-Nal'čik | 1 – 2 referto | Tom' Tomsk | Respublikanskij stadion Spartak |

| Tomsk 24 aprile 2011 6ª giornata | Tom' Tomsk | 1 – 1 referto | CSKA Mosca | Trud Stadium |

| Perm' 1º maggio 2011 7ª giornata | Amkar Perm' | 1 – 2 referto | Tom' Tomsk | Stadio Zvezda |

| Tomsk 7 maggio 2011 8ª giornata | Tom' Tomsk | 1 – 1 referto | Kryl'ja Sovetov Samara | Trud Stadium |

| Krasnodar 14 maggio 2011 9ª giornata | Krasnodar | 2 – 2 referto | Tom' Tomsk | Stadio Kuban' |

| Tomsk 21 maggio 2011 10ª giornata | Tom' Tomsk | 2 – 1 referto | Zenit San Pietroburgo | Trud Stadium |

| Kazan' 27 maggio 2011 11ª giornata | Rubin | 4 – 1 referto | Tom' Tomsk | Stadio Centrale di Kazan' |

| Tomsk 10 giugno 2011 12ª giornata | Tom' Tomsk | 2 – 2 referto | Lokomotiv Mosca | Trud Stadium |

| Tomsk 14 giugno 2011 13ª giornata | Tom' Tomsk | 1 – 1 referto | Spartak Mosca | Trud Stadium |

| Chimki 18 giugno 2011 14ª giornata | Dinamo Mosca | 3 – 0 referto | Tom' Tomsk | Arena Chimki |

| Tomsk 22 giugno 2011 15ª giornata | Tom' Tomsk | 1 – 1 referto | Rostov | Trud Stadium |

| Tomsk 26 giugno 2011 16ª giornata | Tom' Tomsk | 0 – 3 referto | Volga Nižnij Novgorod | Trud Stadium |

| Krasnodar 23 luglio 2011 17ª giornata | Kuban' | 1 – 3 referto | Tom' Tomsk | Stadio Kuban' |

| Tomsk 30 luglio 2011 18ª giornata | Tom' Tomsk | 0 – 1 referto | Terek Groznyj | Trud Stadium |

| Machačkala 6 agosto 2011 19ª giornata | Anži | 2 – 0 referto | Tom' Tomsk | Stadio Dinamo |

| Tomsk 13 agosto 2011 20ª giornata | Tom' Tomsk | 0 – 2 referto | Spartak-Nal'čik | Trud Stadium |

| Chimki 20 agosto 2011 21ª giornata | CSKA Mosca | 3 – 0 referto | Tom' Tomsk | Arena Chimki |

| Tomsk 27 agosto 2011 22ª giornata | Tom' Tomsk | 0 – 0 referto | Amkar Perm' | Trud Stadium |

| Samara 11 settembre 2011 23ª giornata | Kryl'ja Sovetov Samara | 2 – 0 referto | Tom' Tomsk | Stadio Metallurg (Samara) |

| Tomsk 17 settembre 2011 24ª giornata | Tom' Tomsk | 0 – 4 referto | Krasnodar | Trud Stadium |

| San Pietroburgo 24 settembre 2011 25ª giornata | Zenit San Pietroburgo | 4 – 0 referto | Tom' Tomsk | Stadio Petrovskij |

| Tomsk 2 ottobre 2011 26ª giornata | Tom' Tomsk | 0 – 2 referto | Rubin | Trud Stadium |

| Mosca 16 ottobre 2011 27ª giornata | Lokomotiv Mosca | 3 – 0 referto | Tom' Tomsk | Stadio Lokomotiv |

| Mosca 23 ottobre 2011 28ª giornata | Spartak Mosca | 4 – 0 referto | Tom' Tomsk | Stadio Lužniki |

| Tomsk 30 ottobre 2011 29ª giornata | Tom' Tomsk | 0 – 2 referto | Dinamo Mosca | Trud Stadium |

| Rostov sul Don 5 novembre 2011 30ª giornata | Rostov | 2 – 1 referto | Tom' Tomsk | Stadio Olimp-2 |

#### Poule salvezza
| Rostov sul Don 20 novembre 2011 31ª giornata | Rostov | 3 – 1 referto | Tom' Tomsk | Stadio Olimp-2 |

| Tomsk 27 novembre 2011 32ª giornata | Tom' Tomsk | 0 – 0 referto | Krasnodar | Trud Stadium |

| Groznyj 3 marzo 2012 33ª giornata | Terek Groznyj | 1 – 0 referto | Tom' Tomsk | Stadio Sultan Bilimkhanov |

| Tomsk 12 marzo 2012 34ª giornata | Tom' Tomsk | 1 – 0 referto | Volga Nižnij Novgorod | Trud Stadium |

| Perm' 18 marzo 2012 35ª giornata | Amkar Perm' | 0 – 0 referto | Tom' Tomsk | Stadio Zvezda |

| Tomsk 24 marzo 2012 36ª giornata | Tom' Tomsk | 0 – 0 referto | Kryl'ja Sovetov Samara | Trud Stadium |

| Nal'čik 30 marzo 2012 37ª giornata | Spartak-Nal'čik | 0 – 2 referto | Tom' Tomsk | Respublikanskij stadion Spartak |

| Krasnodar 8 aprile 2012 38ª giornata | Krasnodar | 3 – 1 referto | Tom' Tomsk | Stadio Kuban' |

| Tomsk 14 aprile 2012 39ª giornata | Tom' Tomsk | 3 – 0 referto | Terek Groznyj | Trud Stadium |

| Nižnij Novgorod 21 aprile 2012 40ª giornata | Volga Nižnij Novgorod | 2 – 0 referto | Tom' Tomsk | Stadio Lokomotiv |

| Tomsk 27 aprile 2012 41ª giornata | Tom' Tomsk | 0 – 0 referto | Amkar Perm' | Trud Stadium |

| Samara 3 maggio 2012 42ª giornata | Kryl'ja Sovetov Samara | 1 – 0 referto | Tom' Tomsk | Stadio Metallurg (Samara) |

| Tomsk 7 maggio 2012 43ª giornata | Tom' Tomsk | 1 – 1 referto | Spartak-Nal'čik | Trud Stadium |

| Tomsk 13 maggio 2012 44ª giornata | Tom' Tomsk | 2 – 1 referto | Rostov | Trud Stadium |

### Kubok Rossii
| Staryj Oskol 17 luglio 2011 Sedicesimi di finale | Metallurg-Oskol | 0 – 1 referto | Tom' Tomsk |  |

| Rostov sul Don 21 settembre 2011 Ottavi di finale | Rostov | 3 – 1 referto | Tom' Tomsk | Stadio Olimp-2 |